# Giáo hoàng Biển Đức II
Biển Đức II hoặc Bênêđictô II (Latinh: Benedictus II) là vị giáo hoàng thứ 81 của Giáo hội Công giáo. Ông đã được Giáo hội suy tôn là thánh sau khi qua đời. Theo niên giám Tòa Thánh năm 1806 thì ông đắc cử Giáo hoàng vào năm 684 và ở ngôi Giáo hoàng trong 10 tháng 12 ngày. Niên giám tòa thánh năm 2003 xác định triều đại của ông bắt đầu vào ngày 26 tháng 6 năm 684 và kết thúc vào ngày 8 tháng 5 năm 685.

## Trước khi thành giáo hoàng
Giáo hoàng Benedictus II sinh tại Rôma thuộc gia đình Savelli quyền thế có cha tên là Gioan. Sau khi được học tập ở Schola cantorum, ông trở thành linh mục và được bầu làm Giáo hoàng vào năm 683, nhưng đến ngày 26 tháng 6 năm 684 mới đăng quang vì còn phải được sự chấp thuận của hoàng đế Konstantin IV ở Konstantinopel (Đông Phương).

## Giáo hoàng
Vị tân Giáo hoàng đã khôi phục lại đặc ân đền thờ lâu nay bị xâm phạm, vì trong những cuộc chiến tranh, người ta đã xông vào lục soát nhà thờ để tìm kiếm kẻ thù. Ông đưa Giáo hội thoát khỏi ảnh hưởng thế lực của các hoàng đế có từ thời Justinian. Benedict II thuyết phục Constantine ban cho Giáo hội Rôma và dân chúng quyền bầu chọn Giáo hoàng mà không thông qua sự phê duyệt bổ nhiệm của hoàng đế thay vào đó là do giám quản Giáo hội Đông phương của Ravenna.
Ông là một học giả uyên bác và có công hàn gắn những chia rẽ của Giáo hội La mã và Đông Phương. Triều đại của ông được đánh giá bởi sự chú ý của ông đến những người nghèo khổ, gần như là chủ nghĩa dân túy (populisme). Benedict cũng củng cố địa vị của Giáo hoàng bằng cách chủ tọa tất cả các nghi lễ dân sự của Rôma.

## Qua đời
Ông qua đời ngày 8 tháng 5 năm 685, là vị Giáo hoàng duy nhất mang tông hiệu Biển Đức được phong thánh, mừng kính vào ngày 8 tháng 5.